# Roodflankboomgors
De roodflankboomgors (Poospizopsis hypochondria synoniem: Poospiza hypochondria) is een zangvogel uit de familie Thraupidae (tangaren).

## Verspreiding en leefgebied
Deze soort telt twee ondersoorten:
- P. h. hypocondria: westelijk Bolivia.
- P. h. affinis: noordwestelijk Argentinië.